# Radara tepletalis
Radara tepletalis är en fjärilsart som beskrevs av William Schaus 1916. Radara tepletalis ingår i släktet Radara och familjen nattflyn. Inga underarter finns listade.